# Tsiionhiakwatha/Droulers archaeological site interpretation center
Das Tsiionhiakwatha/Droulers archaeological site interpretation center oder Centre d'interprétation du site archéologique Tsiionhiakwatha/Droulers ist ein Interpretive centre im Südwesten der kanadischen Provinz Québec. Es befindet sich unmittelbar neben einem Hügel, der ein Dorf der Sankt-Lorenz-Irokesen birgt, das um 1450 bestand.

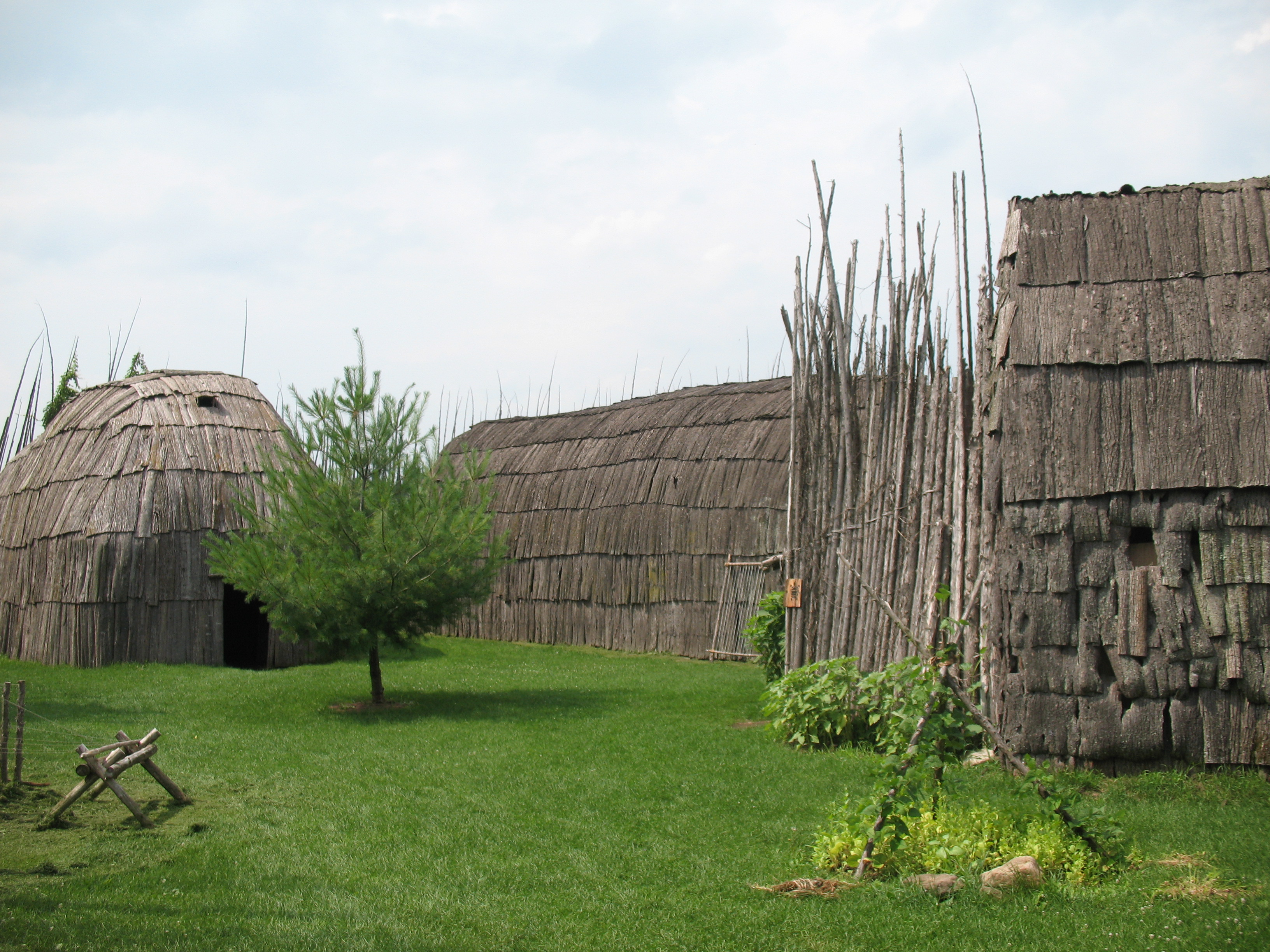
Rekonstruierte Häuser, die alle Elemente auslassen, die sich nicht nachweisen lassen, wie etwa Bemalungen

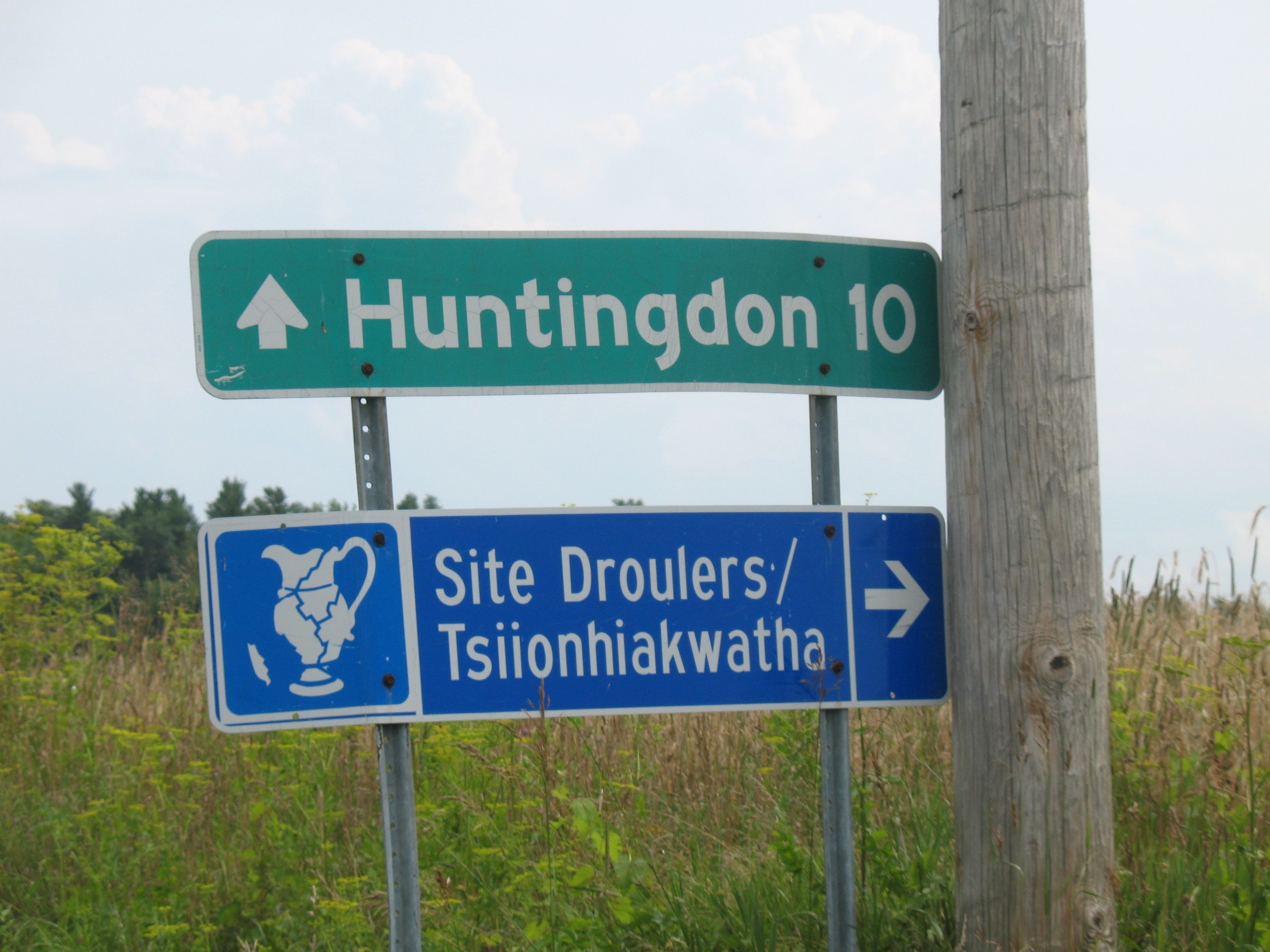
Hinweisschild auf die Grabungsstätte und das angeschlossene Besucherzentrum

Der erste Namensteil bedeutet in der Sprache der Mohawk ‚wo wir Beeren sammeln‘, der zweite Namensteil ist der Familienname des Farmers, auf dem sich das Dorf befindet, und der das Land zur Verfügung gestellt hat. Das Interpretive Centre entstand auf Initiative des Mohawk Council of Akwesasne in Zusammenarbeit mit dem Mohawk Nation Council of Chiefs und der Gemeinde Saint-Anicet.
Entsprechend den Ergebnissen der Ausgrabungen entstehen im Freilichtmuseum Nachbauten der Häuser, von denen (Stand: 2010) vier existieren. Hinzu kommen Einrichtungsgegenstände und Werkzeuge, Feuerstellen und Kleider, Spielzeuge und Waffen, Nahrungspflanzen und sonstige Gegenstände. Die Replikate sollen einen Eindruck vom Leben der Irokesen vermitteln. Eine kleine Ausstellung der archäologischen Fundstücke bietet das Museum im Hauptgebäude, wo sich auch eine Bibliothek befindet.
Das ursprüngliche Dorf bestand aus 15 Langhäusern und lag am Flüsschen La Guerre in der heutigen Gemeinde Saint-Anicet, unmittelbar neben dem Museum. Der kleine Fluss mündet weiter nördlich in den Sankt-Lorenz-Strom. Die Siedlung aus dem 15. Jahrhundert umfasste etwa eine Fläche von 13.000 m² und beherbergte mindestens 500 bis 800 Menschen. Es handelt sich um das größte bisher gefundene Dorf in Québec, das aus dieser Periode stammt. Bisher wurden 160.000 Artefakte geborgen. Wann und aus welchem Grund es verlassen wurde, ist unklar, möglicherweise flohen die Bewohner vor Krankheiten, die die Franzosen ab etwa 1535 eingeschleppt hatten.
1974 wurde die Fundstätte öffentlich bekannt, als ein Farmer ein Beil fand. 1990 wurden Keramikbruchstücke gefunden. 1991 erfolgten erste archäologische Untersuchungen, 1993 eine erste Grabungskampagne. 1997 begann der Bau erster Replikate der Häuser, seit 2001 finden museumspädagogische Veranstaltungen statt.